# Агреп
Агреп (пом. 650) — єпископ з Веле.

## Біографія
Святий Агреп (Agrepe), або Агрев (Agreve), або Агріппа був родом з Іспанії. Єпископ Веле, він був обезголовлений по дорозі з Риму стараннями однієї дами з Шиньяка (Chiniac) в Виваре (Vivarais).
День пам'яті — 1 лютого.